# كأس سوريا 2009–10
كأس سوريا 2009–10 هو موسم من كأس سوريا. فاز فيه نادي الكرامة السوري.